# Biomedische technologie
Biomedische technologie is een verzamelterm voor nieuwe ontwikkelingen, in zowel de biomedische wetenschap als in de technologie; de term verwijst naar de raakvlakken tussen beide vakdisciplines. Biomedische technologie heeft daardoor tevens raakvlakken met vakgebieden als de natuurkunde, werktuigbouwkunde, scheikunde, elektrotechniek, informatica, fysiologie en biologie.
Biomedisch ingenieurs houden zich bezig met de ontwikkeling van apparatuur voor de diagnose en behandeling van ziekten. Ze werken echter ook op het gebied van het begrijpen van de ziekten zelf. In sommige opzichten is het menselijk lichaam te vergelijken met een machine, soms zelfs een zeer geavanceerde: het lichaam herstelt zich en past zich aan aan de omstandigheden. Het is daarom soms nuttig om het lichaam met de blik van de ingenieur te bekijken.
Enkele voorbeelden van biomedische technologische realisaties zijn: de pacemaker, stent, kunstlens, orthesen en prothesen; maar ook (computer-)apparatuur die gebruikt wordt bij chirurgische ingrepen.
De opleidingen in de biomedische technologie ontstaan vaak als een samenwerking tussen instellingen voor burgerlijk ingenieurs en medische faculteiten. Voorbeelden van dergelijke opleidingen zijn:
- Vrije Universiteit Brussel: Biomedische Ingenieurstechnieken
- Rijksuniversiteit Groningen: Biomedische Technologie, Master en major in Bachelor Life Science & Technology.
- Technische Universiteit Eindhoven: Biomedische Technologie; Bachelor en diverse Masters
- Katholieke Universiteit Leuven: Biomedische Technologie
- Transnationale Universiteit Limburg: Master in de biomedische wetenschappen, optie bio-elektronica en nanowetenschappen.
- Universiteit Twente: Biomedische Technologie; Bachelor en diverse Masters
- Technische Universiteit Delft: Master in Biomedical Engineering en de masterspecialisatie BioMechanical Design, als onderdeel van de Master in Mechanical Engineering.
- Rijksuniversiteit Leiden: Biomedische Technologie, Master en major in Bachelor Life Science & Technology.